# Crédit Agricole Suisse Open Gstaad 2012 - Qualificazioni singolare
Le qualificazioni del singolare  del Crédit Agricole Suisse Open Gstaad 2012 sono state un torneo di tennis preliminare per accedere alla fase finale della manifestazione. I vincitori dell'ultimo turno sono entrati di diritto nel tabellone principale. In caso di ritiro di uno o più giocatori aventi diritto a questi sono subentrati i lucky loser, ossia i giocatori che hanno perso nell'ultimo turno ma che avevano una classifica più alta rispetto agli altri partecipanti che avevano comunque perso nel turno finale.

## Teste di serie
1. Roberto Bautista Agut (ritirato, secondo turno)
2. João Souza (secondo turno)
3. Thiago Alves (ultimo turno)
4. João Sousa (ultimo turno)

1. Dustin Brown (qualificato)
2. Matteo Viola (qualificato)
3. Jan Hernych (qualificato)
4. Farruch Dustov (ultimo turno)

## Qualificati
1. Martin Fischer
2. Jan Hernych

1. Matteo Viola
2. Dustin Brown

## Tabellone

### Legenda
| - Q = Qualificato - WC = Wild card - LL = Lucky loser | - ALT = Alternate - SE = Special Exempt - PR = Protected Ranking | - w/o = Walkover - r = Ritirato - d = Squalificato |

### Sezione 1
|  | Primo turno      | Primo turno           | Primo turno           | Primo turno | Primo turno |  |  | Secondo turno | Secondo turno         | Secondo turno         | Secondo turno  | Secondo turno  |   |   | Ultimo turno | Ultimo turno   | Ultimo turno   | Ultimo turno | Ultimo turno |  |
|  |                  |                       |                       |             |             |  |  |               |                       |                       |                |                |   |   |              |                |                |              |              |  |
|  | 1                | Roberto Bautista Agut | Roberto Bautista Agut | 6           | 6           |  |  |               |                       |                       |                |                |   |   |              |                |                |              |              |  |
|  |                  | Alexander Sadecky     | Alexander Sadecky     | 3           | 2           |  |  | 1             | Roberto Bautista Agut | Roberto Bautista Agut | 1              | 0r             |   |   |              |                |                |              |              |  |
|  | Dimitri Bretting | Dimitri Bretting      | Dimitri Bretting      | 2           | 0           |  |  |               | Martin Fischer        | Martin Fischer        | 6              | 1              |   |   |              |                |                |              |              |  |
|  | Martin Fischer   | Martin Fischer        | Martin Fischer        | 6           | 6           |  |  |               |                       |                       |                |                |   |   |              | Martin Fischer | Martin Fischer | 6            | 6            |  |
|  | Frank Moser      | Frank Moser           | Frank Moser           | 6           | 6           |  |  |               |                       | 8                     | Farruch Dustov | Farruch Dustov | 4 | 0 |              |                |                |              |              |  |
|  | Romain Jouan     | Romain Jouan          | Romain Jouan          | 3           | 4           |  |  |               | Frank Moser           | 7                     | 68             | 4              |   |   |              |                |                |              |              |  |
|  |                  | Morgan Phillips       | 6                     | 6           | 3           |  |  | 8             | Farruch Dustov        | 64                    | 7              | 6              |   |   |              |                |                |              |              |  |
|  | 8                | Farruch Dustov        | 3                     | 7           | 6           |  |  |               |                       |                       |                |                |   |   |              |                |                |              |              |  |

### Sezione 2
|  | Primo turno   | Primo turno          | Primo turno      | Primo turno | Primo turno |  |  | Secondo turno | Secondo turno    | Secondo turno    | Secondo turno | Secondo turno |   |   | Ultimo turno | Ultimo turno     | Ultimo turno | Ultimo turno | Ultimo turno |  |
|  |               |                      |                  |             |             |  |  |               |                  |                  |               |               |   |   |              |                  |              |              |              |  |
|  | 2             | João Souza           | 6                | 1           | 6           |  |  |               |                  |                  |               |               |   |   |              |                  |              |              |              |  |
|  |               | Francesco Vilardo    | 4                | 6           | 1           |  |  | 2             | João Souza       | João Souza       | 63            | 2             |   |   |              |                  |              |              |              |  |
|  | WC            | Raphael Mori         | Raphael Mori     | 0           | 0           |  |  |               | Denis Gremelmayr | Denis Gremelmayr | 7             | 6             |   |   |              |                  |              |              |              |  |
|  |               | Denis Gremelmayr     | Denis Gremelmayr | 6           | 6           |  |  |               |                  |                  |               |               |   |   |              | Denis Gremelmayr | 6            | 1            | 4            |  |
|  | Nils Langer   | Nils Langer          | 6                | 2           | 1           |  |  |               |                  | 7                | Jan Hernych   | 3             | 6 | 6 |              |                  |              |              |              |  |
|  | Michail Elgin | Michail Elgin        | 3                | 6           | 6           |  |  |               | Michail Elgin    | Michail Elgin    | 3             | 2             |   |   |              |                  |              |              |              |  |
|  |               | Alexandros Jakupovic | 6                | 6           | 4           |  |  | 7             | Jan Hernych      | Jan Hernych      | 6             | 6             |   |   |              |                  |              |              |              |  |
|  | 7             | Jan Hernych          | 3                | 7           | 6           |  |  |               |                  |                  |               |               |   |   |              |                  |              |              |              |  |

### Sezione 3
|  | Primo turno       | Primo turno            | Primo turno       | Primo turno | Primo turno |  |  | Secondo turno | Secondo turno     | Secondo turno    | Secondo turno | Secondo turno |   |   | Ultimo turno | Ultimo turno | Ultimo turno | Ultimo turno | Ultimo turno |  |
|  |                   |                        |                   |             |             |  |  |               |                   |                  |               |               |   |   |              |              |              |              |              |  |
|  | 3                 | Thiago Alves           | Thiago Alves      | 6           | 6           |  |  |               |                   |                  |               |               |   |   |              |              |              |              |              |  |
|  | WC                | George Bastl           | George Bastl      | 2           | 1           |  |  | 3             | Thiago Alves      | Thiago Alves     | 6             | 6             |   |   |              |              |              |              |              |  |
|  |                   | Márton Fucsovics       | 4                 | 6           | 6           |  |  |               | Márton Fucsovics  | Márton Fucsovics | 2             | 4             |   |   |              |              |              |              |              |  |
|  | WC                | Federico Valsangiacomo | 6                 | 3           | 1           |  |  |               |                   |                  |               |               |   |   | 3            | Thiago Alves | Thiago Alves | 5            | 0            |  |
|  | Damiano Di Ienno  | Damiano Di Ienno       | Damiano Di Ienno  | 3           | 5           |  |  |               |                   | 6                | Matteo Viola  | Matteo Viola  | 7 | 6 |              |              |              |              |              |  |
|  | Christian Lindell | Christian Lindell      | Christian Lindell | 6           | 7           |  |  |               | Christian Lindell | 67               | 6             | 4             |   |   |              |              |              |              |              |  |
|  |                   | Marcel Felder          | Marcel Felder     | 3           | 4           |  |  | 6             | Matteo Viola      | 7                | 1             | 6             |   |   |              |              |              |              |              |  |
|  | 6                 | Matteo Viola           | Matteo Viola      | 6           | 6           |  |  |               |                   |                  |               |               |   |   |              |              |              |              |              |  |

### Sezione 4
|  | Primo turno  | Primo turno          | Primo turno  | Primo turno | Primo turno |  |  | Secondo turno | Secondo turno       | Secondo turno       | Secondo turno | Secondo turno |   |   | Ultimo turno | Ultimo turno | Ultimo turno | Ultimo turno | Ultimo turno |  |
|  |              |                      |              |             |             |  |  |               |                     |                     |               |               |   |   |              |              |              |              |              |  |
|  | 4            | João Sousa           | 6            | 1           | 6           |  |  |               |                     |                     |               |               |   |   |              |              |              |              |              |  |
|  |              | Ivo Klec             | 4            | 6           | 1           |  |  | 4             | João Sousa          | João Sousa          | 6             | 7             |   |   |              |              |              |              |              |  |
|  |              | Alexander Ritschard  | 6            | 1           | 6           |  |  |               | Alexander Ritschard | Alexander Ritschard | 1             | 67            |   |   |              |              |              |              |              |  |
|  | WC           | Patrick Eichenberger | 3            | 6           | 2           |  |  |               |                     |                     |               |               |   |   | 4            | João Sousa   | 6            | 4            | 6            |  |
|  | Iván Navarro | Iván Navarro         | Iván Navarro | 6           | 6           |  |  |               |                     | 5                   | Dustin Brown  | 2             | 6 | 7 |              |              |              |              |              |  |
|  | Claude Benz  | Claude Benz          | Claude Benz  | 2           | 2           |  |  |               | Iván Navarro        | 6                   | 3             | 2             |   |   |              |              |              |              |              |  |
|  |              | Yann Marti           | Yann Marti   | 4           | 6(0)        |  |  | 5             | Dustin Brown        | 3                   | 6             | 6             |   |   |              |              |              |              |              |  |
|  | 5            | Dustin Brown         | Dustin Brown | 6           | 7           |  |  |               |                     |                     |               |               |   |   |              |              |              |              |              |  |